# Na Větrné hůrce (film, 1992)
Na Větrné hůrce (anglicky Wuthering Heights) je americko-britské romantické drama britského režiséra Petera Kosminského z roku 1992, které bylo natočeno na motivy románu Na Větrné hůrce anglické spisovatelky Emily Brontëové.

## Obsazení
| Juliette Binoche | Katy Earnshawová / Kateřina Lintonová |
| Ralph Fiennes    | Heathcliff                            |
| Janet McTeer     | Ellen Deanová                         |
| Jeremy Northam   | Hindley, bratr Katy                   |
| John Woodvine    | pan Earnshaw                          |
| Simon Shepherd   | Edgar Linton                          |
| Sophie Ward      | Izabela Lintonová                     |